# Яфаново (Вологодская область)
Яфаново — деревня в Грязовецком районе Вологодской области на реке Точанка России.
Входит в состав Перцевского муниципального образования (с 1 января 2006 года по 9 апреля 2009 года входила во Фроловское муниципальное образование), с точки зрения административно-территориального деления — в Жерноковский сельсовет.
Расстояние до районного центра Грязовца по автодороге — 28 км, до центра муниципального образования Слободы по прямой — 24 км. Ближайшие населённые пункты — Чуваксино, Суворково, Угленцево.
По данным переписи в 2002 году постоянного населения не было.